# Alan Phillips (Badminton)
Alan Phillips (* 17. Juni 1956 in Kapstadt) ist ein ehemaliger südafrikanischer Badminton- und Baseballspieler.

## Karriere
Alan Phillips ist mit 26 nationalen Titeln der Rekordtitelgewinner bei den Männern in Südafrika. Nur Gussie Phillips gewann bei den Frauen mit 34 Titeln mehr Meisterschaften als er. International siegte Alan Phillips 1975 in Belgien im Mixed mit Marianne van der Walt.

## Sportliche Erfolge
| Saison | Veranstaltung                 | Disziplin    | Platz | Name                                  |
| ------ | ----------------------------- | ------------ | ----- | ------------------------------------- |
| 1975   | Belgian International         | Mixed        | 1     | Alan Phillips / Marianne van der Walt |
| 1979   | Südafrikanische Meisterschaft | Mixed        | 1     | Alan Phillips / Gussie Botes          |
| 1980   | Südafrikanische Meisterschaft | Mixed        | 1     | Alan Phillips / Gussie Phillips       |
| 1980   | Südafrikanische Meisterschaft | Herrendoppel | 1     | Alan Phillips / Kenneth Parsons       |
| 1981   | Südafrikanische Meisterschaft | Herrendoppel | 1     | Alan Phillips / Kenneth Parsons       |
| 1981   | Südafrikanische Meisterschaft | Mixed        | 1     | Alan Phillips / Gussie Phillips       |
| 1982   | Südafrikanische Meisterschaft | Mixed        | 1     | Alan Phillips / Gussie Phillips       |
| 1982   | Südafrikanische Meisterschaft | Herrendoppel | 1     | Alan Phillips / Kenneth Parsons       |
| 1982   | Südafrikanische Meisterschaft | Herreneinzel | 1     | Alan Phillips                         |
| 1983   | Südafrikanische Meisterschaft | Mixed        | 1     | Alan Phillips / Gussie Phillips       |
| 1983   | Südafrikanische Meisterschaft | Herrendoppel | 1     | Alan Phillips / David Phillips        |
| 1984   | Südafrikanische Meisterschaft | Herrendoppel | 1     | Alan Phillips / David Phillips        |
| 1984   | Südafrikanische Meisterschaft | Mixed        | 1     | Alan Phillips / Gussie Phillips       |
| 1985   | Südafrikanische Meisterschaft | Mixed        | 1     | Alan Phillips / Gussie Phillips       |
| 1985   | Südafrikanische Meisterschaft | Herrendoppel | 1     | Alan Phillips / David Phillips        |
| 1986   | Südafrikanische Meisterschaft | Mixed        | 1     | Alan Phillips / Gussie Phillips       |
| 1986   | Südafrikanische Meisterschaft | Herrendoppel | 1     | Alan Phillips / David Phillips        |
| 1987   | Südafrikanische Meisterschaft | Herrendoppel | 1     | Alan Phillips / David Phillips        |
| 1987   | Südafrikanische Meisterschaft | Mixed        | 1     | Alan Phillips / Gussie Phillips       |
| 1988   | Südafrikanische Meisterschaft | Herreneinzel | 1     | Alan Phillips                         |
| 1988   | Südafrikanische Meisterschaft | Mixed        | 1     | Alan Phillips / Gussie Phillips       |
| 1988   | Südafrikanische Meisterschaft | Herrendoppel | 1     | Alan Phillips / David Phillips        |
| 1989   | Südafrikanische Meisterschaft | Herreneinzel | 1     | Alan Phillips                         |
| 1989   | Südafrikanische Meisterschaft | Mixed        | 1     | Alan Phillips / Gussie Phillips       |
| 1990   | Südafrikanische Meisterschaft | Mixed        | 1     | Alan Phillips / Gussie Phillips       |
| 1990   | Südafrikanische Meisterschaft | Herreneinzel | 1     | Alan Phillips                         |
| 1995   | Südafrikanische Meisterschaft | Mixed        | 1     | Alan Phillips / Gussie Phillips       |